# Federico Pizarro (jugador de balonmano)
Federico Pizarro (Lanús, 7 de septiembre de 1986) es un jugador argentino de balonmano que se desempeña como lateral derecho en el club BM Ciudad Encantada. Formó parte de la Selección nacional.
Su abuelo, Rubén Pizarro, fue futbolista profesional. En la Argentina, defendió las camisetas de All Boys, Banfield, Ferro Carril Oeste y San Lorenzo. Sin embargo, su mayor reconocimiento lo alcanzó en Millonarios de Colombia, en el equipo embajador aún hoy se mantiene en el top 15 de los goleadores históricos del club, con un registro de 62 anotaciones. Su padre, también llamado Rubén Pizarro, nació en Bogotá y vivió allí durante varios años.
Es hermano del también jugador de handball Ignacio Pizarro.
Fue parte de la Selección nacional que compitió en los Juegos Olímpicos de Londres 2012, Río de Janeiro 2016, Tokio 2020 y París 2024.
Federico se retiró de la Selección nacional tras competir en los Juegos Olímpicos de 2024.

## Palmarés internacional
| Juegos Panamericanos                      | Juegos Panamericanos | Juegos Panamericanos | Juegos Panamericanos |
| Año                                       | Lugar                | Medalla              |                      |
| ----------------------------------------- | -------------------- | -------------------- | -------------------- |
| 2007                                      | Río de Janeiro       | Medalla de plata     |                      |
| 2011                                      | Guadalajara          | Medalla de oro       |                      |
| 2015                                      | Toronto              | Medalla de plata     |                      |
| 2019                                      | Lima                 | Medalla de oro       |                      |
| 2023                                      | Santiago de Chile    | Medalla de oro       |                      |
| Campeonato Panamericano                   |                      |                      |                      |
| Año                                       | Lugar                | Medalla              |                      |
| 2016                                      | Argentina            | Medalla de bronce    |                      |
| 2018                                      | Groenlandia          | Medalla de oro       |                      |
| Campeonato Sudamericano y Centroamericano |                      |                      |                      |
| Año                                       | Lugar                | Medalla              |                      |
| 2020                                      | Brasil               | Medalla de oro       |                      |
| 2022                                      | Brasil               | Medalla de plata     |                      |
| 2024                                      | Buenos Aires         | Medalla de plata     |                      |
| Juegos Suramericanos                      |                      |                      |                      |
| Año                                       | Lugar                | Medalla              |                      |
| 2018                                      | Cochabamba           | Medalla de plata     |                      |
| 2022                                      | Asunción             | Medalla de oro       |                      |

## Clubes
| Club                 | País      | Año         |
| -------------------- | --------- | ----------- |
| SEDALO               | Argentina | 2004 - 2013 |
| Universidad Luján HB | Argentina | 2013 - 2020 |
| BM Ciudad Encantada  | España    | 2020 - 2024 |
| Al Fahaheel          | Kuwait    | 2024        |
| BM Ciudad Encantada  | España    | 2024 - Act. |

## Palmarés individual
- Torneo Nacional de Clubes 2016: Mejor lateral.
- Panamericano 2017: Goleador, Mejor lateral, MVP y parte del equipo ideal.[9]
- Torneo Nacional de Clubes 2017: Goleador

## Premios
- Olimpia de plata (2016)[10]